# José Eduardo Castañeda Barrios
José Castañeda (Malacatán, San Marcos, Guatemala; 26 de septiembre de 1994) es un jugador de fútbol que actualmente milita en el club Xelajú Mario Camposeco de la Liga Nacional de Guatemala.

## Trayectoria
El Fósforo como popularmente se le conoce (por el color de su cabello) debuta en 2012 para el club C. D. Malacateco y haciéndolo profesionalmente en Liga Nacional. Trascendió en dicho club que lo formó desde categorías menores hasta llegar a portar el gafete de capitán del C. D. Malacateco en donde fue subcampeón.
Luego de dos años en el Xelajú MC Castañeda se coronaría campeón del Clausura 2023 ganando su primer título en la Liga Nacional

## Clubes
| Club             | País      | Año                |
| ---------------- | --------- | ------------------ |
| C. D. Malacateco | Guatemala | 2012 - 2020        |
| Xelajú MC        | Guatemala | 2021 - Actualmente |

## Palmarés

### Subcampeonatos nacionales
| Título             | Club             | País      | Año           |
| ------------------ | ---------------- | --------- | ------------- |
| Torneo de Clausura | C. D. Malacateco | Guatemala | 2019-Clausura |

### Campeonatos nacionales
| Título                     | Club      | País      | Año  |
| -------------------------- | --------- | --------- | ---- |
| Liga Nacional de Guatemala | Xelajú MC | Guatemala | 2023 |
| Liga Nacional de Guatemala | Xelaju MC | Guatemala | 2024 |